# Slørhat-familien
Slørhat-familien (Cortinariaceae) er en familie i Slørhat-ordenen.
| Slægter |

- Slørhat (Cortinarius)
- Flammehat (Gymnopilus)
- Trævlhat (Inocybe)
- Hjelmhat (Galerina)
- Tåreblad (Hebeloma)

| Svampe | Spire Denne artikel om svampe er en spire som bør udbygges. Du er velkommen til at hjælpe Wikipedia ved at udvide den. |